# Индукована сеизмичност
Индукована сеизмичност односи се обично на мање земљотресе и дрхтања који су изазвани људским активности који мењају притиске и ударце на Земљиној кори. Већина индукованих сеизмичности су веома ниског интензитета.

## Узроци
Постоји много разлога због којих долази до индуковане сеизмичноти. У последњих неколико година, неке енергетске технологије које убризгавају течности из земље, као што су нафта, гас и геотермалне енергије, пронађене су ли се сумња да проузрокују сеизмичке догађаје. Неке енергетске технологије производе отпад који се путем одлагања или складиштењем инјектира дубоко у земљу. На пример отпадним водама нафте, гаса и угљен-диоксида, различитим индустријским процесима може се управљати путем подземних инјекција.

## Резервоари
У дубоким и великим акумулацијама, колона воде у резервоару мења се на месту напонског стања дуж постојећег квара или лома. У овим веома великим и дубоким резервоарима оптерећење воденог стуба може битно променити стање стреса од квара или лома. Ова значајна промена напонског стања може довести до кретања по квару или лому што доводи до земљотреса. Резервоар-сеизмичког догађаја може бити релативно велики у односу на друге облике индуковане сеизмичности. Индукована сеизмичност се обично превиђа због смањења трошкова током геолошких истраживања од локација предложених брана. Када су резервоари пуни, индукована сеизмичност се може десити одмах, или са малим кашњењем.

## Рударство
Рударство оставља празнине које углавном мењају однос снага у стени. Ове празнине могу да сруше производњу сеизмичких таласа, а у неким случајевима и да активирају постојеће недостатке изазвавши мање земљотресе.

## Вађење фосилних горива и одлагање отпада
Фосилна горива могу генерисати земљотресе.хидрауличко фрактурирање природног гаса производи велике количине отпадних вода. Ове воде се често упумпавају у располагању са сланим водама.Тежина и клизавост ових отпадних вода показали су да ове воде могу узроковати земљотрес. Земљотрес који се догодио у Оклахоми, догодио се двадесет година анкон убризгавања отпадних вода у порозне, дубоке формације. Међутим, из геолошких истраживања Оклахоме сматрају да је епицентар потреса била највероватније последица природних узрока, а не од отпадних инјекција.